# Journal of Investigative Dermatology
Journal of Investigative Dermatology (abrégé en J. Invest. Dermatol. ou JID) est une revue scientifique à comité de lecture fondée en 1938. Ce mensuel publie des articles de recherches originales dans le domaine de la recherche en biologie cutanée principalement fondamentale mais aussi clinique. 